# Agathia disconnecta
Agathia disconnecta là một loài bướm đêm trong họ Geometridae.